# الیوت سامنر
الیوت سامنر (به انگلیسی: Eliot Sumner) معروف به کوکو (زاده ۳۰ ژوئیه ۱۹۹۰) خواننده انگلیسی است.
از فیلم‌های معروف او می‌توان به بازی در فیلم غبار ستاره اشاره کرد.